# Novion-Porcien
Novion-Porcien je francouzská obec v departementu Ardensko v regionu Grand Est. V roce 2011 zde žilo 502 obyvatel. Nachází se zde římskokatolický kostel sv. Petra.

## Sousední obce
Corny-Machéroménil, Faissault, Mesmont, Novy-Chevrières, Sery, Sorbon, Viel-Saint-Remy, Wagnon

## Vývoj počtu obyvatel
Počet obyvatel 